# Stocksbridge Park Steels Football Club
Stocksbridge Park Steels Football Club é um clube de futebol Inglês com sede em Stocksbridge, South Yorkshire. Eles jogam na Division One South of the Northern Premier League, equivalente a oitava divisão do sistema da liga de futebol Inglês. O clube foi formado em 1986, depois de uma fusão entre dois outros clubes, e ostenta um uniforme de cores amarelo e azul. Eles inicialmente jogavam na Northern Counties Oriental Liga e progrediu através das divisões celulares antes de ganhar a promoção para Division One da Northern Premier League (NPL) em 1996. Eles chegaram à Divisão Premier do NPL em 2009, mas foi rebaixado de volta à Division One Sul em 2014. Stockbrige Park Steels tem participado na Taça de Inglaterra a cada ano desde 1992, alcançando a 4ª fase de qualificação em 2003, e entrou pela primeira vez a FA Trophy em 1996.

## História

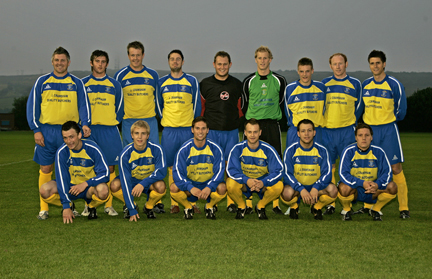
Stocksbridge Park Steels de 2006-07. Fila de trás (da esquerda para a direita), Collins, Crossfield, Lovell, Ward, Poulter, Siddall, Vardy, Anel, Beggs. Na fila da frente (da esquerda para a direita), Kennedy, Broadbent, Richards, Ludlam, Walker, Powell.

Stocksbridge Park Steels foi formado em 1986 como resultado da fusão da Stocksbridge Works e a equipe de obras da fábrica local da British Steel, com outro clube local, Oxley Park Sports. O novo clube foi imediatamente admitido na Northern Counties East League Division Two. Os Stocksbrige passou cinco temporadas na segunda divisão antes de serem colocados na Division One quando a divisão inferior foi interrompida após a re-organização da liga em 1991. No mesmo ano, Mick Horne foi apontado como o gerente do clube, e ele levou a equipe para o campeonato da Division One na temporada 1991-1992. Em Stocksbridge primeira temporada na primeira divisão a equipe terminou perto da parte inferior da tabela, mas na temporada 1993-94 os Steels tornaram-se campeões da Northern Counties Oriental League. O clube não conseguiu ganhar a promoção para a Northern Premier League, contudo , como seu estádio não atendia o padrão exigido. o clube terminou em segundo na divisão de duas temporadas depois, perdendo o campeonato no saldo de gols para Hatfield Main, e nesta ocasião foram admitidos na divisão Norte Premier League One.

## Jogadores notáveis

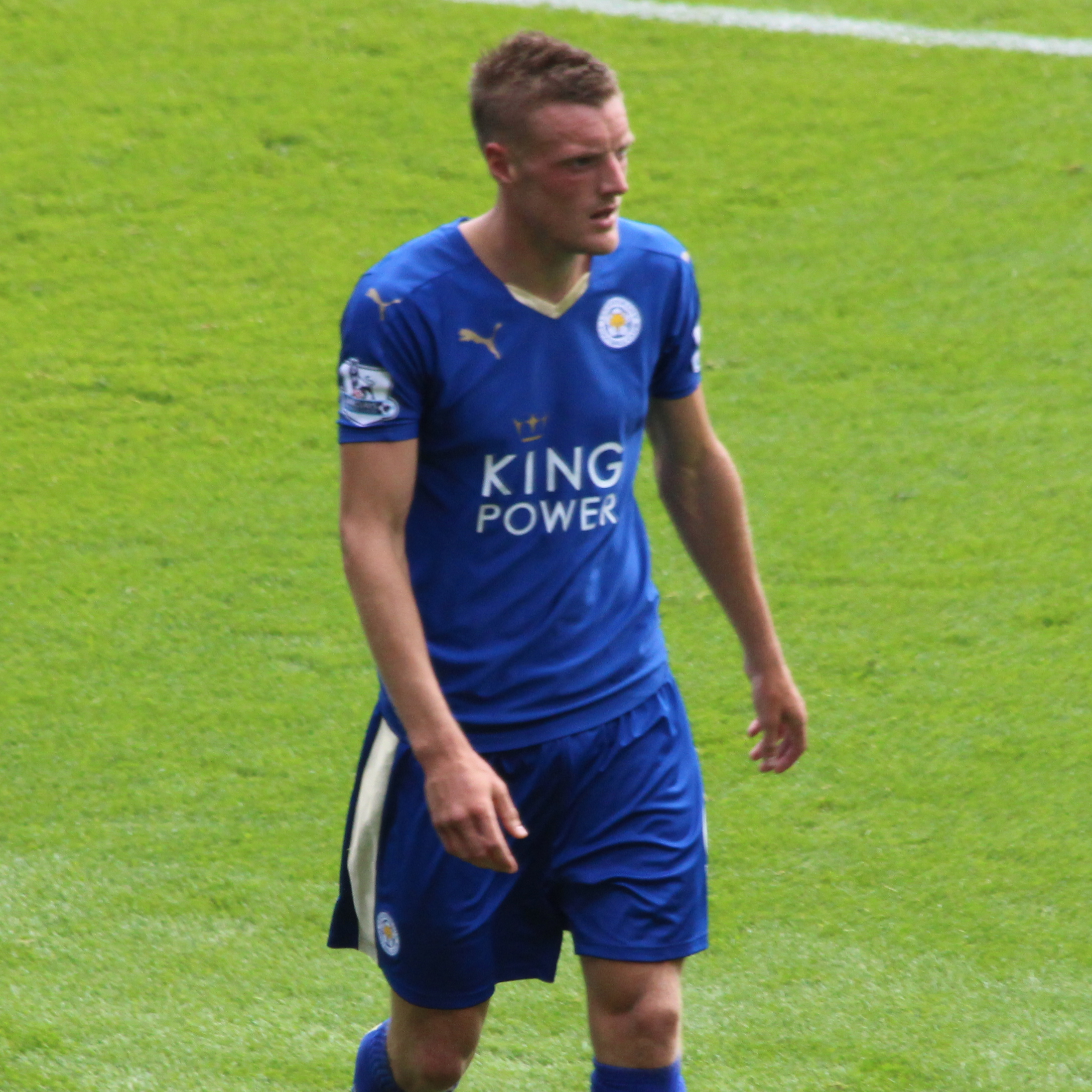
Jamie Vardy, melhor jogador cujo já passou pelo time, Vardy atualmente defende o Leicester City e a Seleção Inglesa de Futebol.

O jogador mais notável do clube é Jamie Vardy, que jogou pelo clube entre as idades de 16 e 23 e, mais tarde passou a jogar na Premier League pelo Leicester City e para a Inglaterra. Vardy representou a equipe do Leicester na Premier League, sendo que tornou-se internacionalmente reconhecido por marcar em onze jogos consecutivos em 2015, quebrando o recorde anterior de Ruud van Nistelrooy. os Steels foram o clube que revelou Jamie Vardy, fato que se orgulham.